# Alina Axtmann
Alina Axtmann (* 25. Juni 2005 in Filderstadt) ist eine deutsche Fußballspielerin. Sie ist Abwehrspielerin beim SC Freiburg und Juniorennationalspielerin.

## Karriere

### Vereine
Axtmann durchlief Juniorenstationen bei der TSG Reutlingen und beim VfL Pfullingen. Sie wechselte 2020 zum SC Freiburg und stieg 2021 in dessen U20-Mannschaft ein. In der Saison 2022/23 spielte sie 24 Zweitligapartien für die Zweite. Sie gehörte seit 2022 auch dem Kader der A-Mannschaft an. Für die A-Mannschaft debütierte sie in der 2. Runde des DFB-Pokals 2023/24 beim SC Sand, als sie in der 85. Minute für Marie Müller eingewechselt wurde. In der Bundesliga folgte ihr erster Einsatz am 15. September 2023, einem 2:2 gegen den FC Bayern München am ersten Spieltag, ab der 63. Spielminute. Am fünften Spieltag jener Saison stand sie erstmals in der Startelf.

### Nationalmannschaft
Axtmann debütierte am 11. November 2022, in einem EM-Qualifikationsspiel gegen die Ukraine, in der U19 Deutschlands. Bei der U19-Europameisterschaft 2023 wurde sie in der Vorrunde gegen die Niederlande, im Halbfinale gegen Frankreich und im Finale gegen Spanien eingesetzt.
2024 nahm sie für Deutschland an der U20-WM in Kolumbien teil, sie erreichte mit ihrem Team das Viertelfinale. Am 4. April 2025 lief sie im Rahmen der Länderspielrunde gegen die Niederlande erstmals für die U23-Nationalmannschaft auf.

## Erfolge
- Finalistin U19-Europameisterschaft 2023

## Auszeichnungen
- 2024: Sportmedaille der Stadt Freiburg[6]
- 2024: Eliteschülerin des Jahres[6]